# Токийские мстители
«Токийские мстители» (яп. 東京卍リベンジャーズ То:кё: рибэндзя:дзу) — манга, созданная Кэном Вакуи. Публиковалась с марта 2017 года по январь 2023 года в журнале Weekly Shonen Magazine издательства «Коданся». Позже главы были собраны и переизданы в виде 31 танкобона.
Аниме-телесериал снятый студией Liden Films, транслировался с апреля по сентябрь 2021 года. Премьера фильма состоялась в июле 2021 года.
По состоянию на декабрь 2022 года манга была выпущена тиражом более 70 миллионов копий. Также она выиграла в категории сёнэн на 44-й премии манги Коданся.

## Сюжет
Однажды 26-летний неудачник Такэмити узнаёт, что девушка, которая с ним встречалась, погибла в ходе разборок банды «Токийская свастика». В тот же день его толкают под поезд и он перемещается на 12 лет назад во времена средней школы. Он решает изменить будущее, дабы спасти жизнь девушки и других друзей.

## Персонажи
Такэмити Ханагаки (яп. 花垣 武道 Ханагаки Такэмити)
Сэйю: Юки Син
26-летний мужчина, не добившийся ничего в жизни. После своей гибели переносится в своё тело 12 лет назад и хочет изменить прошлое.
Хината Татибана (яп. 橘 日向 Татибана Хината)
Сэйю: Адзуми Ваки
Девушка, с которой встречался Такэмити. Погибла в ходе разборок банды «Токийская свастика».
Наото Татибана (яп. 橘 直人 Татибана Наото)
Сэйю: Рёта Осака
Брат Хинаты, который должен был умереть вместе с сестрой. Но Такэмити успевает предупредить его об опасности во время своего первого перемещения в прошлое, и Наото в будущем становится полицейским. Каждое рукопожатие Наото и Такэмити перемещает последнего во времени.
Мандзиро «Майки» Сано (яп. 佐野 "マイキー" 万次郎 Сано Майки: Мандзиро:)
Сэйю: Ю Хаяси
Главарь банды «Токийская свастика». Несмотря на миниатюрное телосложение, физически силён и обладает сильнейшим авторитетом в банде. Его называют «Непобедимым Майки», что уже говорит о его высоких боевых навыках.
Кэн «Дракен» Рюгудзи (яп. 龍宮寺 "ドラケン" 堅 Рю:гу:дзи Доракэн Кэн)
Сэйю: Тацухиса Судзуки
Заместитель главаря «Токийской свастики» и лучший друг Майки. Отличительный признак — татуировка дракона на левом виске. Обладая нетипичным высоким ростом для подростка, Дракен производит грозное впечатление на окружающих.

## Медиа

### Манга
Манга, написанная и проиллюстрированная Кэном Вакуи, стартовала 1 марта 2017 года в журнале Weekly Shonen Magazine издательства «Коданся», последняя глава вышла в 51 номере журнала за 2022 год. С 17 мая 2017 года главы стали переиздаваться в виде танкобонов, всего был выпущен тридцать один том. В мае 2021 года было объявлено о начале финальной арки манги.
В 2022 году издательство XL Media объявило о покупке прав на издание манги на русском языке. Она издаётся в формате омнибусов по две оригинальные книги в одной, с твёрдым переплётом.
| - 1. "Reborn" - 2. "Resist" - 3. "Resolve" | - 4. "Relieve" - 5. "Revolve" |

| - 6. "Return" - 7. "Rejoin" - 8. "Reseparate" - 9. "Releap" - 10. "Reply" | - 11. "Reburn" - 12. "Remind" - Экстра. "Zero" - 13. "Regret" - 14. "Resort" |

| - 15. "Revive" - 16. "Reignition" - 17. "Redivide" - 18. "Rechange" - 19. "Restart" | - 20. "Reinspire" - 21. "Revolt" - 22. "Reconflict" - 23. "Reseek" |

| - 24. "Revoke" - 25. "Rerise" - 26. "Realize" - 27. "Regain" - 28. "Reel" | - 29. "Respect" - 30. "Recept" - 31. "Recognize" - 32. "Rebuild" - 33. "Revenge" |

| - 34. "Darkest Hour" - 35. "Odds and Ends" - 36. "Anyone's Guess" - 37. "Enter the Stage" - 38. "Break Up" | - 39. "My Buddy" - 40. "No Pain, No gain" - 41. "Double Cross" - 42. "Once Upon a Time" |

| - 43. "In Those Days" - 44. "Screw Up" - 45. "Take Out On" - 46. "Made Up My Mind" - 47. "Level With" | - 48. "No Way" - 49. "Grow Apart" - 50. "Before Dawn" - 51. "Open Fire" |

| - 52. "Never Fear, I'm Here" - 53. "Turn Around" - 54. "Below The Belt" - 55. "No Match For" - 56. "The One" | - 57. "Look Up For" - 58. "Dead Or Alive" - 59. "Get Mad" - 60. "One And Only" |

| - 61. "In Tears" - 62. "Last Wishes" - 63. "One For All" - 64. "End Of War" - 65. "My Fam" | - 66. "Have An Affair" - 67. "Man-Crush" - 68. "Sunday Best" - 69. "Big Moment" - 70. "Tide Turns" |

| - 71. "Same Old Same Old" - 72. "An Old Tale" - 73. "A Crybaby" - 74. "Get Back" - 75. "Let One Down" | - 76. "It is What it is" - 77. "Gotta Go" - 78. "Hey, Pal" - 79. "Fuck Off" |

| - 80. "Thicker Than Water" - 81. "Stand Alone" - 82. "Own Up" - 83. "Big Brother" - 84. "Run Errands" | - 85. "Family Bonds" - 86. "Be Serious About" - 87. "Strange Bedfellows" - 88. "Just Gotta Do" |

| - 89. "How You Met" - 90. "Christmas Eve" - 91. "Miss You" - 92. "Whip Up Morale" - 93. "Keep One's Vow" | - 94. "Scaredy-Cat" - 95. "The Ordeal from God" - 96. "Always Here for You" - 97. "Sibling Rivalry" |

| - 98. "Strive Together" - 99. "A Verbal Shot" - 100. "Hundreds of Times" - 101. "Keep Mum" - 102. "Salute Someone" | - 103. "Mother Figure" - 104. "Christmas Night" - 105. "No One Can Match" - 106. "Dawning of a New Era" - 107. "Tight-Knit" |

| - 108. "The Light of My Life" - 109. "Not Apt to Give any Way" - 110. "Best Wisnes" - 111. "Season Opener" - 112. "You're Fired" | - 113. "You Have my Word" - 114. "On my Way Home" - 115. "Turn Over a New Leaf" - 116. "Far from Home" |

| - 117. "Last Order" - 118. "Life Comes and Goes" - 119. "Too Late to Be Sorry" - 120. "Can Take it" - 121. "Last but not Least" | - 122. "Twin to Dragon" - 123. "You're not my Type" - 124. "When it Rains, it Pours" - 125. "Brother in Arms" |

| - 126. "Two Peas in a Pod" - 127. "Be Fuzzy" - 128. "Gang of Four" - 129. "The Longest Day" - 130. "Pep Party" | - 131. "Rest in Peace" - 132. "The Big Baddy" - 133. "Sell Out" - 134. "Mortal Enemy" |

| - 135. "Even I Can" - 136. "My Lot in Life" - 137. "Run Out of Patience" - 138. "Stick Together" - 139. "Make an Exception" | - 140. "Back Stab" - 141. "Lay Out A Plan" - 142. "Family Tree" - 143. "Come Back to Life" |

| - 144. "Big Hearted" - 145. "Go-to Guy" - 146. "A Bad Hunch" - 147. "The Root of all Evil" - 148. "Don't Freak Out" | - 149. "Arch Villan" - 150. "Damn It" - 151. "Just Do It" - 152. "Rise Against" |

| - 153. "Nocte King" - 154. "Be In The Van" - 155. "Turn the Tide" - 156. "A Den of Iniquity" - 157. "Money Monger" | - 158. "Untamed Heart" - 159. "I Know In My Head" - 160. "Stand No Chance" - 161. "The Baby of the Family" |

| - 162. "The blue ogre" - 163. "Awake my potential" - 164. "Head the list" - 165. "Things change, but not at all" - 166. "Brave heart" | - 167. "Who wouldn't" - 168. "Headliner" - 169. "The home front" - 170. "Homecoming" |

| - 171. "Showdown at the Summit" - 172. "Lose Your Touch" - 173. "The one and only" - 174. "Nothing is left" - 175. "Admonitions are not sweet" | - 176. "What was been left" - 177. "Déracinée" - 178. "Paradise lost" - 179. "End the standoff" |

| - 180. "Run after" - 181. "Take a Vow" - 182. "A Present to The Mind" - 183. "Lay The Plan" - 184. "Wind Something Up" | - 185. "Meet his Fate" - 186. "It's Been Real" - 187. "Way to Go" - 188. "The lion of the day" |

| - 189. "Break up" - 190. "Until next time" - 191. "Be the world to me" - 192. "Just be close at hand" - 193. "Feel Great" | - 194. "The Keepsake" - 195. "Lingering Scent" - 196. "Can Say That Again" - 197. "Be Left Behind The Times" |

| - 198. "Lose Myself in Memory" - 199. "Sincerely Yours" - 200. "Crack a Smile" - 201. "What's Up" - 202. "Get away" | - 203. "Don't give a damn" - 204. "Give me a hand" - 205. "The picaresque" - 206. "Let you down" |

| - 207. "The final act" - 208. "Turbulent period" - 209. "Get a grip" - 210. "Face the music" - 211. "The law of the jungle" | - 212. "Battle of the titans" - 213. "Living legends" - 214. "The engine fired" - 215. "After a storm comes calm" |

| - 216. "Shows her color" - 217. "Have never seen anything like it" - 218. "Queen it over" - 219. "A sense of foreboding" - 220. "Bull's eye" | - 221. "Ups and downs of his fate" - 222. "Give back" - 223. "Good old days" - 224. "Cutthroat" |

| - 225. "Free-for-all" - Экстра. "Zero" - 226. "Dynamic duo" - 227. "Gangster" - 228. "Beat hell out of" | - 229. "Go easy on" - 230. "Get stuck-up" - 231. "Blood-chilling" - 232. "It takes two to tango" - 233. "Better late than never" |

| - 234. "There is no mending" - 235. "Just be yourself" - 236. "Band of brothers" - 237. "Make allies" - 238. "Really into it" | - 239. "Steel the show" - 240. "Go into retirement" - 241. "A forced smile" - 242. "Inherit the crown" |

| - 243. "Wide array of" - 244. "The showdown battle" - 245. "Grow up to" - 246. "Giant Killing" - 247. "Hey dude" | - 248. "Long time no see" - 249. "Good chemistry" - 250. "Turn the table" - 251. "Get out of hand" |

#### Спин-офф
TōDai Revenger (яп. 東大リベンジャーズ То:дай рибэндзя:дзу, «Тодайский мститель») — пародийная спин-офф манга, написанная и проиллюстрированная Симпэем Фунацу, стартовала 3 ноября 2021 года в журнале Magazine Pocket издательства «Коданся» и издавалась в нём до 29 марта 2023 года. С 17 февраля 2022 года главы стали переиздаваться в виде танкобонов, всего их было выпущено шесть.
| - 1. "Reborn" - 2. "Reorient" - 3. "Reunion" - 4. "Reconflict" - 5. "Redecision" | - 6. "Reraise" - 7. "Resolve" - 8. "Refuse" - 9. "Reselect" - 10. "Reenter" |

| - 11. "Recall" - 12. "Rebel" - 13. "Remain" - 14. "Reverse" - 15. "Reply" - 16. "Responsibility" | - 17. "Realize" - 18. "Respect" - 19. "Remember" - 20. "Regret" - 21. "Reignition" - 22. "Reseek" |

### Аниме
В июне 2020 года было объявлено, что «Токийские мстители» получат адаптацию в виде аниме-сериала. Производственная студия — Liden Films, режиссёром был назначен Коити Хацуми, сценаристом — Ясуюки Муто, ответственным за дизайн персонажей — Кэйко Ота, звуковым режиссером — Сатоки Иида, композитором — Хироаки Цуцуми.
Премьера аниме-сериала состоялась 11 апреля 2021 года. Начальная тема «Cry Baby» была исполнена группой Official Hige Dandism, а завершающая песня «Koko de Iki o Shite» (яп. ここで息をして коко дэ ики о ситэ) исполнителем eill. Вторая завершающая тема «Tokyo Wonder» исполнена Накимуси.
Crunchyroll лицензировал сериал за пределами Азии. Muse Communication лицензировала сериал в Юго-Восточной Азии и Южной Азии и транслирует его на своих каналах Muse Asia YouTube и Bilibili.
Серия аниме-короткометражек с тиби-версиями персонажей под названием ChibiReve (яп. ちびりべ ТибиРибэ, сокр. от Chibi Revengers) была выпущена студией Puyukai и выходила в эфир с 12 апреля по 20 сентября 2021 года.
18 декабря 2021 года было объявлено, что арка «Christmas Showdown» получит аниме-адаптацию.
| Токийские мстители | Токийские мстители                                 | Токийские мстители                  | Токийские мстители             | Токийские мстители | Токийские мстители  | Токийские мстители |
| № серии            | Заглавие                                           | Экранизированная(ые) глава(ы) манги | Режиссёр(ы)                    | Сценарист(ы)       | Трансляция в Японии |                    |
| ------------------ | -------------------------------------------------- | ----------------------------------- | ------------------------------ | ------------------ | ------------------- | ------------------ |
| 1                  | Перерождение /Reborn                               | 1                                   | Макото Тамагава                | Ясуюки Муто        | 11 апреля 2021      |                    |
| 2                  | Сопротивление /Resist                              | 2                                   | Саори Татибана                 | Ясуюки Муто        | 18 апреля 2021      |                    |
| 3                  | Решимость /Resolve                                 | 3—5                                 | Кацуя Асано                    | Ясуюки Муто        | 25 апреля 2021      |                    |
| 4                  | Возвращение /Return                                | 6—8                                 | Такахиро Оно                   | Ёрико Томита       | 2 мая 2021          |                    |
| 5                  | Новый прыжок /Releap                               | 9—12                                | Такахиро Оно                   | Ясуюки Муто        | 9 мая 2021          |                    |
| 6                  | Сожаление /Regret                                  | Zero, 13—14                         | Рион Кудзё                     | Ёрико Томита       | 16 мая 2021         |                    |
| 7                  | Воскрешение /Revive                                | 15—17                               | Ю Харима                       | Ясуюки Муто        | 23 мая 2021         |                    |
| 8                  | Подзарядка /Rechange                               | 18—21                               | Макото Тамагава                | Ясуюки Муто        | 30 мая 2021         |                    |
| 9                  | Смута /Revolt                                      | 21—23                               | Аими Ямаути                    | Ёрико Томита       | 6 июня 2021         |                    |
| 10                 | Воскрешение /Rerise                                | 24—27                               | Ю Харима                       | Ясуюки Муто        | 13 июня 2021        |                    |
| 11                 | Почёт /Respect                                     | 27—30                               | Рюхэй Аояги                    | Сэйко Такаги       | 20 июня 2021        |                    |
| 12                 | Отмщение /Revenge                                  | 31—33                               | Кэнъити Кухара                 | Сэйко Такаги       | 27 июня 2021        |                    |
| 13                 | Средства и цели /Odds and Ends                     | 34—36                               | Фумихиро Уэно                  | Ёрико Томита       | 4 июля 2021         |                    |
| 14                 | Разрыв /Break up                                   | 37—39                               | Дайки Ханда                    | Ёрико Томита       | 11 июля 2021        |                    |
| 15                 | Под лежачий камень вода не течёт /No Pain, no gain | 40—42                               | Кана Кавана                    | Сэйко Такаги       | 18 июля 2021        |                    |
| 16                 | Давным-давно /Once upon a time                     | 43—45                               | Рион Кудзё                     | Ясуюки Муто        | 25 июля 2021        |                    |
| 17                 | Невозможно /No way                                 | 45—48                               | Рюхэй Аояги                    | Ёрико Томита       | 1 августа 2021      |                    |
| 18                 | Открыть огонь /Open Fire                           | 48—51                               | Кэнъити Кухара                 | Сэйко Такаги       | 8 августа 2021      |                    |
| 19                 | Поворот /Turn around                               | 52—55                               | Нориюки Номата                 | Ясуюки Муто        | 15 августа 2021     |                    |
| 20                 | Живым или мёртвым /Dead or Alive                   | 56—58                               | Ю Харима                       | Ясуюки Муто        | 22 августа 2021     |                    |
| 21                 | Один-единственный /One and only                    | 59—62                               | Кана Кавана                    | Ясуюки Муто        | 29 августа 2021     |                    |
| 22                 | Один за всех /One for all                          | 63—64, 67                           | Рион Кудзё                     | Ёрико Томита       | 5 сентября 2021     |                    |
| 23                 | Война закончена /End of war                        | 64—66, 68                           | Митиру Итабисаси, Рэй Накахара | Сэйко Такаги       | 12 сентября 2021    |                    |
| 24                 | Плакса /A Cry baby                                 | 69—73                               | Кодзи Аритоми                  | Ясуюки Муто        | 19 сентября 2021    |                    |

### Фильм
В феврале 2020 года была анонсирована экранизация манги в виде художественного фильма. Режиссёром выступил Цутому Ханабуса, сценаристом — Идзуми Такахаси, а композитором — Ютака Ямада. В апреле 2020 года было объявлено, что съёмочная группа фильма прекратила съёмки из-за пандемии коронавируса. Первоначально премьера фильма должна была состояться в Японии 9 октября 2020 года, но в июне 2020 года она была отложена из-за продолжающегося воздействия коронавируса. В марте 2021 года было объявлено, что премьера фильма перенесена на 9 июля 2021 года.

### Театральная постановка
Премьера спектакля, поставленного «Office Endless», проходила с 6 по 22 августа 2021 года, в Токио, Осаке и Канагаве. Режиссёром пьесы выступил Наохиро Исэ

### Игра
18 декабря 2021 года был анонсирован выход игры для iOS и Android.

## Критика
К концу июля 2021 года тираж манги превысил 32 миллиона копий. «Токийские мстители» стала третьей самой продаваемой мангой в первой половине 2021 года (период с ноября 2020 года по май 2021 года), уступив только «Истребителю демонов» и «Магической битве», с более чем 5 миллионами копий.
В 2020 году «Токийские мстители» выиграла на 44-й премии манги Коданся в категории сёнэн.
В западных локализованных версиях аниме из кадров были убраны все буддийские символы свастики, используемый бандой «Токийская свастика», чтобы избежать потенциальных противоречий, которые могут возникнуть из-за путаницы с аналогичным нацистским символом.